# Lake Paringa
Der Lake Paringa ist ein See in der Region West Coast auf der Südinsel von Neuseeland.

## Geographie
Der Lake Paringa ist ein U-förmiger See zwischen der Küste zur Tasmansee und dem New Zealand State Highway 6, rund 32 km nordöstlich von Hasst. Der rund 4,8 km² große See erstreckt sich über eine Länge von rund 3,2 km in Nordwest-Südost-Richtung und misst an seiner breitesten Stelle rund 3,0 km in Südwest-Nordost-Richtung. Berücksichtigt man jedoch die U-Form des Sees, erstreckt sich der See über eine Länge von rund 6,5 km. Der Seeumfang beträgt rund 17 km.
An dem östlichen Teil des Sees passiert der New Zealand State Highway 6 zweimal den See recht nahe, am nächsten bei der kleinen Siedlung Lake Paringa. An den Straßenbau erinnert der Knights Point Obelisk. Gespeist wird der Lake Paringa durch zahlreiche Creeks und Streams und durch den von Süden zulaufenden kleinen Fluss namens The Windbag. Der Ablauf des Sees befindet sich mit dem Hall River hingegen an der nordöstlichen Seite.

## Geologie
Rund 2 km südöstlich bis südlich verläuft die Alpine Fault, eine geologische Verwerfung, in der die Pazifische Platte auf die Australische Platte trifft und Ursache für zahlreiche Erdbeben entlang dieser Grenze ist.

## Tourismus
Auf dem See ist das Boot fahren erlaubt, ebenso das Angeln und das Schwimmen. Am Jamie Beach, dort wo der Jamie Creek in den See mündet, befindet sich ein vom Department of Conservation verwalteter Campingplatz.